# りすぼん丸
りすぼん丸（りすぼんまる）は、日本郵船が1920年に竣工させた貨物船。太平洋戦争で陸軍徴傭船としてイギリス兵捕虜を輸送中にアメリカ潜水艦「グルーパー」の攻撃により撃沈されて約850人の死者を出した。船名を片仮名で「リスボン丸」と表記する文献もあるが、登録船名は平仮名である。

## 船歴
「りすぼん丸」は、「対馬丸」などと同じT型貨物船系列の1万載貨重量トン級大型貨物船として、1919年（大正8年）に横浜船渠で起工された。T型貨物船系列のうち「りま丸」および「りおん丸」とともにL型貨物船とも呼ばれるグループに属する。
1920年（大正9年）に竣工された後に、姉妹船とともにパナマ運河経由のニューヨーク行き定期線へ就航した。日本郵船の主力貨物船として活躍したが、1930年頃には大阪商船の畿内丸型貨物船など競合各社の船に速力や燃費で劣るようになり、1934年（昭和9年）に就役したN型貨物船と交代でニューヨーク航路を去った。以降はムンバイ航路やヨーロッパ航路で運航された。
日本が対米戦の準備に着手すると、「りすぼん丸」も1941年（昭和16年）11月1日に日本陸軍によって徴用され、船倉へ蚕棚と呼ばれる兵員輸送用の多段式ベッドを設置するなど軍隊輸送船として改装された。「りすぼん丸」は同年12月24日、同じT型の「龍野丸」、「豊橋丸」、「富山丸」を含む23隻の輸送船とともにフィリピンの戦いでルソン島ラモン湾への上陸戦に参加した。その後、1942年（昭和17年）2月2日に第21師団を乗せて護送船団に8番船として加入し馬公からハイフォンへ向かおうとした際、出港直後に日本海軍が敷設した防潜網へ入りこみ付属機雷が爆発して大破、19人が死傷した。馬公警備府へ曳航して応急修理の後、香港造船所で9月18日まで本修理を受けた。復旧した「りすぼん丸」は、9月27日に香港にいた捕虜及び便乗日本兵を乗せて日本本土へ出港したが、後述のように10月1日にアメリカ潜水艦「グルーパー」の雷撃を受け、翌日に沈没した。

## 米潜水艦による撃沈

### 捕虜の乗船
太平洋戦争中に日本政府は、南方作戦で捕虜となった連合国軍の兵士を日本本土での労務に従事させることを決めた。捕虜の本土移送は1942年8月頃から適当な輸送船に少数を便乗させる五月雨式で始まり、同年10月頃から本格化した。そこで、ちょうど香港で修理の終わった「りすぼん丸」も、香港俘虜収容所からの大規模な捕虜移送に投入されることになった。当時の香港には約8700人の捕虜が収容中で、第一陣として616人が「福建丸」により東京へ移送済みだった。「りすぼん丸」には香港の戦いで降伏したイギリス兵ら1816人の捕虜が乗船した。前甲板の第1船倉が主にイギリス海軍関係の捕虜、同じく第2船倉がモンクリーフ・スチュワート中佐以下ミドルセックス連隊やロイヤル・スコット連隊などの捕虜、船橋直後の第3船倉はピット少佐以下主に王立砲兵連隊関係の捕虜の居住区に割り当てられた。約10カ月間も食糧や医薬品の支給が不十分な収容所生活を送っていたため、乗船した時点ですでにおよそ75%は赤痢やジフテリア、脚気の患者だった。9月25日の乗船から出港までの2日間にジフテリア感染の疑いで収容所へ戻される者も数人出た。捕虜のほか、和田少尉を指揮官とし衛生兵2人を含む護送要員26人と、通称号：波第8610部隊などの内地帰還部隊その他便乗者を含め陸軍将兵756人が乗船した。船の運航は徴用された船長以下の民間船員75-76人が担当した。また、鉄スクラップ400トン、タングステンなどの鉱石、鹵獲高射砲その他物資総計1676トンも積み込まれた。捕虜輸送船といっても病院船のような特別の標識はされず、当時の日本の軍用輸送船・商船一般と同じく船体は灰色一色の戦時塗装であった。護送指揮官は上官から、遭難した場合には捕虜全員の救助が最善だが、遭難時に全員救助は不可能な場合は可能な限りだけ救助はすることが命じられていた。一方、経田茂船長は、捕虜全員分の救命胴衣を軍に要請して用意させている。捕虜たちは渡されたカポック製の救命胴衣を枕代わりに使った。

### 撃沈
9月27日午前8時過ぎ、「りすぼん丸」は香港を出港した。目的地は宇品で、門司を経由地に予定した。捕虜を乗せていることを考慮して防諜上の理由で馬公への寄港を避けたため、護送船団には組み込まれず、直接護衛無しの単独航行だった。対潜警戒の之字運動をしつつ速力10ノットで大陸沿岸を航行して、初めの4日間は平穏な航海だった。捕虜は基本的に薄暗い船倉で生活したが、初日は上甲板で1時間過ごすことが許され、上甲板に設置されたトイレの使用管理も捕虜中の下士官へすぐに委ねられた。航行中の食事は朝夕に米飯と茶かタマネギ入りの汁物が支給されたほか、初め2日間の夕食には捕虜たちが出港前に共同購入したコンビーフが付いた。飲料水は各自の水筒に1日2回支給されたが、洗面に使う水は無きに等しかった。

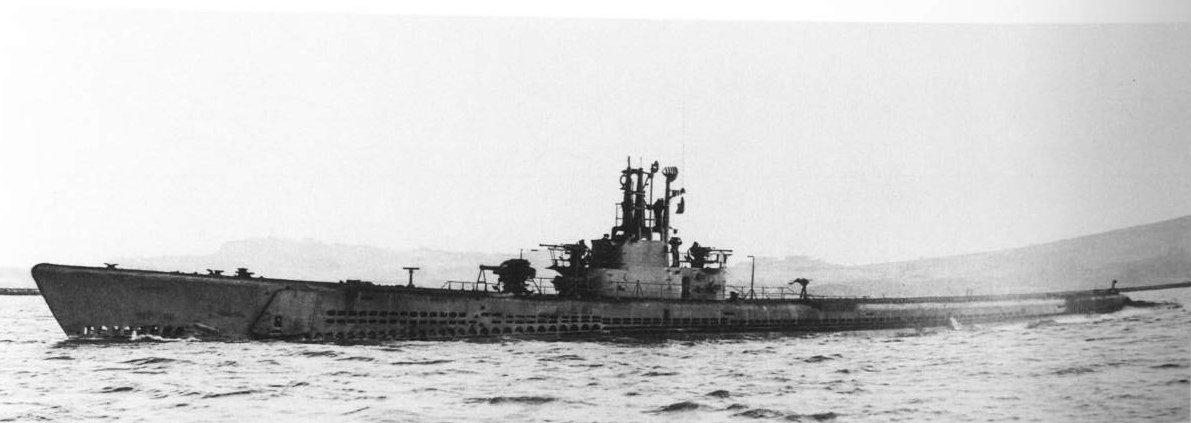
アメリカ潜水艦「グルーパー」

10月1日午前7時15分、「りすぼん丸」は、舟山群島沖の北緯30度17分 東経123度13分 / 北緯30.283度 東経123.217度（アメリカ側記録：北緯29度57分 東経122度56分 / 北緯29.950度 東経122.933度）の地点を航行中、アメリカ潜水艦「グルーパー」の雷撃を受けた。「グルーパー」は目標に捕虜が乗船していることに気付いていなかった。「りすぼん丸」には魚雷2発が命中。うち機関室付近に命中した1発は不発だったが、右舷船尾のスクリュー付近に命中したもう1発が爆発、スクリュー軸伝いに機関室が浸水、舵も破壊されて航行不能に陥った。命中時に日本兵1人が戦死、4人が負傷している。浸水は緩やかで、沈没までは時間がかかると考えられた。
緊急通信を受けた日本海軍は、すぐに航空機を偵察と連絡、対潜制圧に発進させた。10月1日午前12時20分に支那方面艦隊所属の駆逐艦「栗」が現場に到着し、特設砲艦「百福丸」、「第十雲海丸」、「豊国丸」も続いた。捕虜監視兵や船員を除く日本人乗船者は、午後5時過ぎから栗、「百福丸」、「豊国丸」へ移動した。一方、捕虜は乗船部隊指揮官と相談した護送隊の和田少尉の指示で日本人退船中の混乱を避けるため船倉へ戻され、船倉口はハッチを閉じた上にターポリン（覆い布）まで被せて封鎖された。経田茂船長はこの措置に反対したが、護送指揮官の命令により実行された。日本の俘虜情報局作成の内部報告書では、捕虜代表のスチュワート中佐とピット少佐へ曳航する旨の説明をして了解を得て、肉の缶詰等を配布したと主張している。午後8時50分から「豊国丸」が「りすぼん丸」の海岸への曳航を開始した。同日夜から翌朝にかけて「第一号黄浦丸」、「笠島丸」、「正生丸」、「利根丸」も現場に到着している。
翌10月2日、浸水は船体後部から船体中央の第3船倉まで広がり沈没が迫った。日本兵へ苦情を訴えても無視され続けた捕虜たちは、午前8時頃にスチュワート中佐の指示で第2船倉のハッチを破壊して脱出した。甲板に出た捕虜は第1船倉のハッチも開いたが、第3船倉はすでに海面下に没しており開けられなかった。日本人船員の一人は、いよいよ最後という時に浸水の圧力で船倉のハッチが水柱を上げて吹き飛び、遺体と生存捕虜が飛び出してきたと述べている。監視兵は捕虜に対して発砲したが、午前8時55分に監視兵や船員も退去に移り、午前9時7分に「りすぼん丸」は東福山から方位角352度・距離約104kmまたは衢山島下三星灯台から方位角136度・距離約31kmの地点で沈没した。水深が浅かったため、マストや煙突の先端が水面から飛び出した状態で残った。周囲にいた日本軍艦船により救助作業が行われて現場の報告では644人が収容された。近在の中国漁船も救助に駆け付けた。捕虜の一部は付近の島へ上陸したが、10月3日に414人が日本海軍に救出後に捕えられたと報告されるなど、日本軍の捜索活動によりほとんどが救出後に再拘束された。日本側の記録では捕虜845人が溺死と判定されたが、実際には少なくとも3人の捕虜が付近にいた漁船の中国人に救助されることで逃亡に成功していた。日本側の人的被害は捕虜監視兵1人が戦死・1人が行方不明となったほか、便乗していた歩兵第82連隊第1機関銃中隊の1人も戦死した。

### その後
救助された乗船者のうち日本軍人8人・船員1人・捕虜36人が上海の病院へ入院したが、そのうち16人の捕虜が間もなく死亡した。捕虜の主力約950人は貨物船「第一真盛丸」（原商事：5878総トン）に移され、10月10日に門司へ上陸した。日本に着くまでに6人が死亡している。捕虜の健康状態は不良で、ひとまず北部九州各地で休養させた後、東京俘虜収容所への鉄道輸送が図られた。しかし、健康が万全でないままの輸送再開で下痢の症状を訴える捕虜が続出したため、最終的に東京への移送は断念され、捕虜は新設の大阪俘虜収容所の管理下へ入れられた。重症者は広島陸軍病院へ入院した。大阪俘虜収容所では、神戸分所などに捕虜を分散収容して労役に従事させたが、終戦までにさらに約200人が死亡した。「りすぼん丸」捕虜の死亡者が多かったことが原因で、大阪と神戸は日本本土の捕虜収容所の中で最悪の死亡率を記録している。日本の陸軍省軍務局俘虜管理部は、「りすぼん丸」などの輸送状態を問題視して、食糧や医療など待遇の改善を図るよう関係部署へ通知した。しかし、その後も捕虜たちは過密状態での長距離輸送で熱帯から気温の低い日本へ急激に移されたため、多数の病者が発生した。1943年（昭和18年）には捕虜輸送船の人員密度はさらに上昇して捕虜の健康状態も悪化。アメリカ潜水艦による通商破壊が激しくなった1944年（昭和19年）には「りすぼん丸」のように捕虜輸送船が撃沈される事故が増えた。
日本側は「りすぼん丸」の撃沈をプロパガンダに利用した。日本の輸送船被害がほとんど公表されなかった中で異例の大きな報道がされ、『朝日新聞』は病院船「はるぴん丸」や「朝日丸」への攻撃と並んで、非人道的な無差別攻撃と非難した。10月11日の『朝日新聞』は「"米国人とは絶交だ"  口々に呪う『りすぼん丸』撃沈  門司入港の英俘慮群」とのタイトルで、アメリカへの不満を述べたイギリス人捕虜の発言を取り上げている。なお、『朝日新聞』掲載の「りすぼん丸」の船影は戦前撮影の写真の舷側に日章旗塗装を描き加えた修正写真で、捕虜輸送中の民間商船が不当に襲撃されたと印象付ける意図があったとも、遭難当時の写真という誤解を避けるため平時撮影だと強調する趣旨とも推測されるが、定かではない。
同盟通信社の配信ニュースで自国捕虜の遭難を知ったイギリス政府は、中立のスイスや赤十字社を通じて日本政府に対し、犠牲者の氏名通知や駐日スイス公使による収容所視察を求めた。翌1943年3月になると、イギリス政府は独自入手した証言により判明した事実であると主張して、「日本軍が捕虜を見捨てて下船した」、「周囲に5-6隻の海軍艦船がいたのに数人の捕虜しか救助しなかった」、「捕虜に発砲した」、「劣悪な船内環境だった」などの新たな抗議を行った。これに対し日本政府は、日本兵も多数犠牲になった一方で九百数十人の捕虜が救助されているように捕虜を見殺しにした事実はなく、捕虜を砲撃したという情報は非常識な捏造だと回答した。日本の俘虜情報局作成の内部報告書では、船倉閉鎖は混乱防止のため妥当な措置だったことなどを述べて、イギリス側の抗議は事実無根の外交謀略宣伝であると結論付けている。終戦後、イギリス軍は、りすぼん丸撃沈における日本側の責任についてBC級戦犯事件として香港軍事法廷で訴追した。経田茂船長が捕虜虐待の罪で懲役7年の有罪判決を受けた。経田船長は香港刑務所で5年間近く服役し、巣鴨拘置所に移送された後、善行賞により懲役5年に減刑となった。乗船した陸軍部隊指揮官と護送指揮官の和田少尉はいずれも終戦前に戦死していたため、起訴されなかった。